# Clorofenol

Estructura química del 2-clorofenol

Un clorofenol es cualquier organocloruro de fenol que contiene uno o más átomos de cloro unidos covalentemente. Hay cinco tipos básicos de clorofenoles (de monoclorofenol a pentaclorofenol) y 19 clorofenoles diferentes en total cuando se tiene en cuenta la isomería posicional. Los clorofenoles se producen por halogenación electrofílica de fenol con cloro.
La mayoría de los clorofenoles son sólidos a temperatura ambiente. Tienen un fuerte sabor y olor medicinal. Los clorofenoles se usan comúnmente en la producción de productos como pesticidas, herbicidas y desinfectantes.

## Lista de clorofenoles
Hay un total de 19 clorofenoles en total, que corresponden a las diferentes formas en que los átomos de cloro se pueden unir a los cinco carbonos del anillo bencénico de la molécula del fenol, excluyendo el átomo de carbono que se une al grupo de hidróxidos.
Los monoclorofenoles tienen tres isómeros porque solo hay un átomo de cloro que puede ocupar una de las tres posiciones del anillo en la molécula de fenol; El 2-clorofenol, por ejemplo, es el isómero que tiene un átomo de cloro, obedeciendo a los patrones de sustitución. El pentaclorofenol, por el contrario, tiene solo un isómero porque las cinco posiciones de anillo disponibles en el fenol están completamente cloradas.
- Monoclorofenol (3 isómeros posicionales)
  - 2-clorofenol
  - 3-clorofenol
  - 4-clorofenol
- Diclorofenol (6 isómeros posicionales)
  - 2,3-diclorofenol
  - 2,4-diclorofenol
  - 2,5-diclorofenol
  - 2,6-Diclorofenol
  - 3,4-diclorofenol
  - 3,5-diclorofenol
- Triclorofenol (6 isómeros posicionales)
  - 2,3,4-triclorofenol
  - 2,3,5-triclorofenol
  - 2,3,6-triclorofenol
  - 2,4,5-triclorofenol
  - 2,4,6-triclorofenol
  - 3,4,5-triclorofenol
- Tetraclorofenol (3 isómeros posicionales)
  - 2,3,4,5-tetraclorofenol
  - 2,3,4,6-tetraclorofenol
  - 2,3,5,6-tetraclorofenol
- Pentaclorofenol (1 isómero posicional)

## Clorofenoles en la salud
Los clorofenoles se usan de forma amplia dentro de la industria química, como en la fabricación de colorantes o productos farmacéuticos, pero también en otras como las de pesticidas, herbicidas y fungicidas, lo cual lleva a que tras su uso, puedan contaminar en cierto grado las masa de agua más cercanas, ya sea por exposición directa como por arrastre por lluvia. Llegan al ser humano, por ende, a través de agua o alimentos contaminados, e incluso a través del aire. Se ha demostrado que algunos clorofenoles pueden provocar cáncer o pueden favorecer su aparición.
Se ha demostrado en trabajadores expuestos a altas cantidades de clorofenoles la aparición de anomalías del sistema nervioso central, como somnolencia, falta de coordinación, así como temblores y espasmos.